# سيات توليدو
سيات توليدو (بالإنجليزية: SEAT Toledo)‏ هي سيارة عائلية صغيرة أنتجتها الشركة الإسبانيَّة سيات، وهي جزء من مجموعة فولكس فاجن، تمَّ تقديم اسمُ توليدو لأول مرَّة إلى مجموعة سيات في مايو 1991، ولاحقاً معَ تقديم الجيل الرابع والأحدث في نهاية عام 2012، ولطراز عام 2013.

## الجيل الأول 1991
أطلق الإصدار الأولي من سيات توليدو (1L) كسيارة صالون بأربعة أبواب، واستمرت مبيعاتها من مايو 1991 إلى مارس 1999. ومن الناحية الفنية كانت عبارة عن باب هاتشباك بخمسة أبواب حيثُ تمَّ فتح غطاء صندوق الأمتعة معَ النافذة الخلفية.
كانَ هذا الجيل من توليدو أول سيارة سيات يتم تطويرها بالكامل تحت مجموعة فولكس واجن، وقد بنيت على أساس فولكس فاغن غولف 2 بسعة 550 لتر قابلة للتوسيع إلى 1360 لتر عند طي المقاعد الخلفية، وتُعد أكبر في الشكل والحجم من فولكس فاجن جيتا فينتو معَ ميزة الباب الخلفي.
نظرًا لأنَّ إصدارات السيدان من السيَّارات العائليّة الصغيرة كانت نادرة في أوروبا، فقد كانَ يُنظر إليها على أنَّها سيارة عائلية كبيرة نظرًا لطولها الإجمالي وحجم صندوقها، على الرغم من وجود مساحة أقل للأرجل الخلفية، وأسعار أقرب إلى السيَّارات العائليّة الصغيرة.
تمَّ طرحها للبيع في مُعظم أنحاءِ أوروبا في مايو 1991، ولم تصل إلى السوق البريطانيَّة حتَّى أكتوبر 1991 عند الإطلاق الرسميّ في معرض لندن للسيارات، وقد تميّزت توليدو في البداية بطول قاعدة الإطارات البالغة 1.6 متر ومحركها الذي يعمل بالبنزين وتبلغُ قوته 115 حصان متري (85 كيلوواط؛ 113 كبح حصاني) وسعته 2.0 لتر.
في وقتٍ لاحقٍ شهدت توليدو إضافة محركات أكثر قوة، بما فيها محرك «2.0 جي دي آي ذو 16 أسطوانة» بقوة 150 حصان متري (110 كيلوواط؛ 148 كبح حصاني) ومحرك تي دي آي بقوة 110 حصان متري (81 كيلوواط؛ 108 كبح حصاني) وَالتي أعلن أنَّها قادرة على العمل بالديزل المعدني أو الديزل الحيوي، مثل العديد من محركات الديزل التي صنعتها مجموعة فولكس فاجن منذُ عام 1996.
تلقى الطراز لاحقًا عملية تجميل خفيفة في سبتمبر 1995، وظهر في معرض فرانكفورت للسيارات عام 1995، ولم تكن المبيعات قويّة كما كانَت أجيال توليدو السابقة.

### ريبادجيس
تم إنتاج هذا الطراز بواسطة الشركة المصنعة الصينيَّة شيري، وتمَّ بيعه تحت أسماءُ «شيري أيه 11» و«شيري ويندكلود» و«شيري أيه 15» و«شيري أيه 168» و«أمولت شيري» و«شيري كوين» و«شيري كين» و«شيري فلاج كلاود»، حيثُ حصلت شيري على هيكل سيارة توليدو 1993 من وكالة مكسيكية، بعدَ حصولها على ترخيص من سيات، ولها تصريح لتسويقها في أوروبا وروسيا وأمريكا الجنوبية. وقد تمَّ تصنيع الجيل الأول من توليدو أيضًا من قبل صانع السيَّارات الروسيّ تاجاز، الذي أعاد تسميتها باسمِ «فورتكس كوردا».

### الجوائز
- جائزةً «كارو دو انو» عام 1992 في البُرتغال [7]

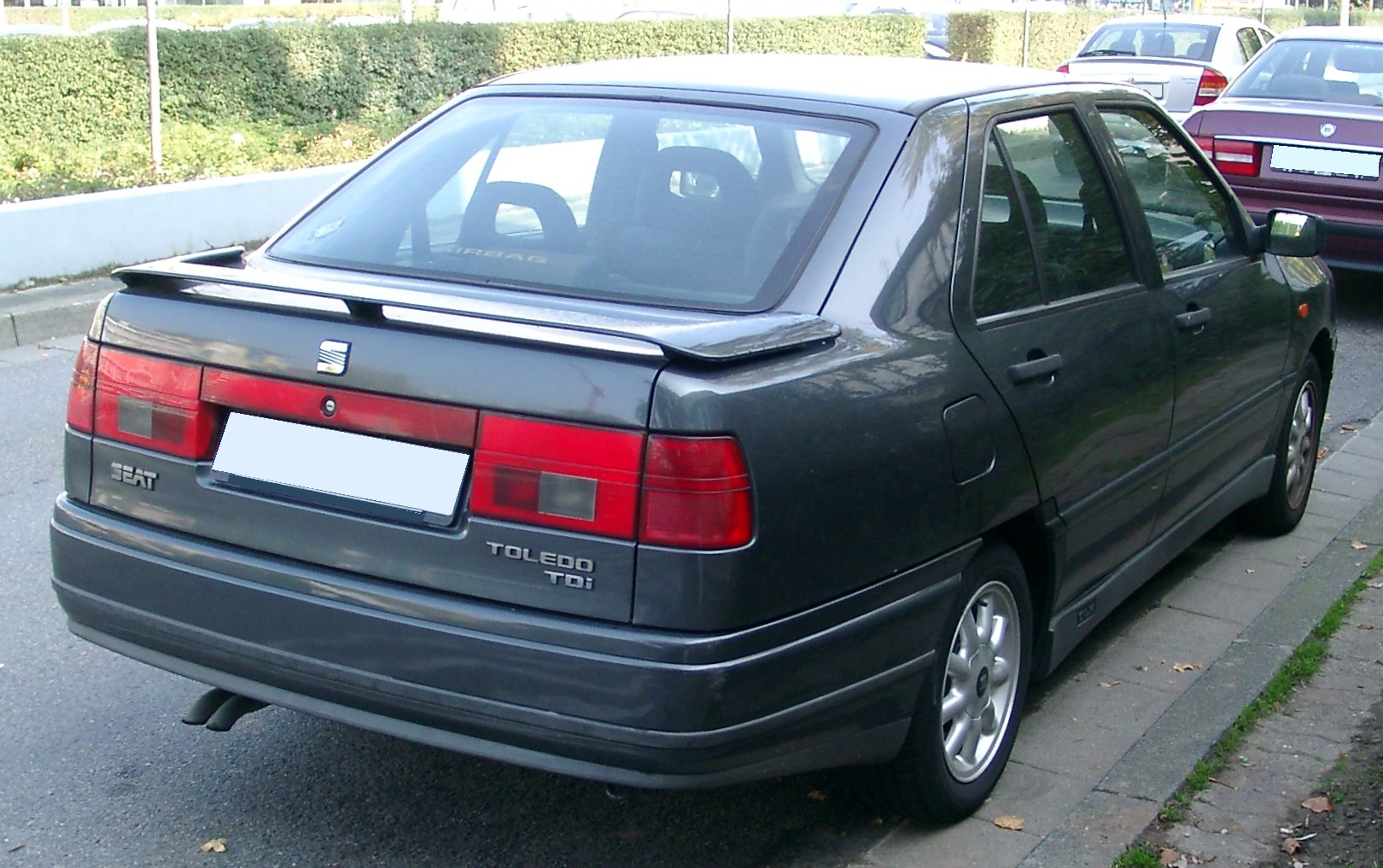
سيات توليدو Mk1 ما قبل شد مقدمة السيارة
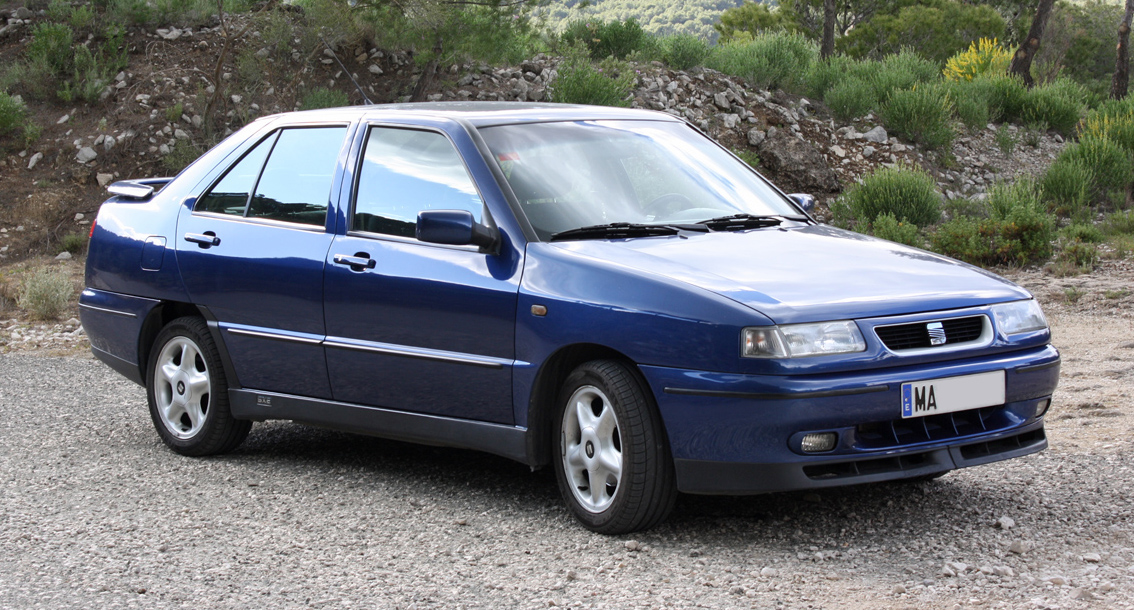
سيات توليدو Mk1
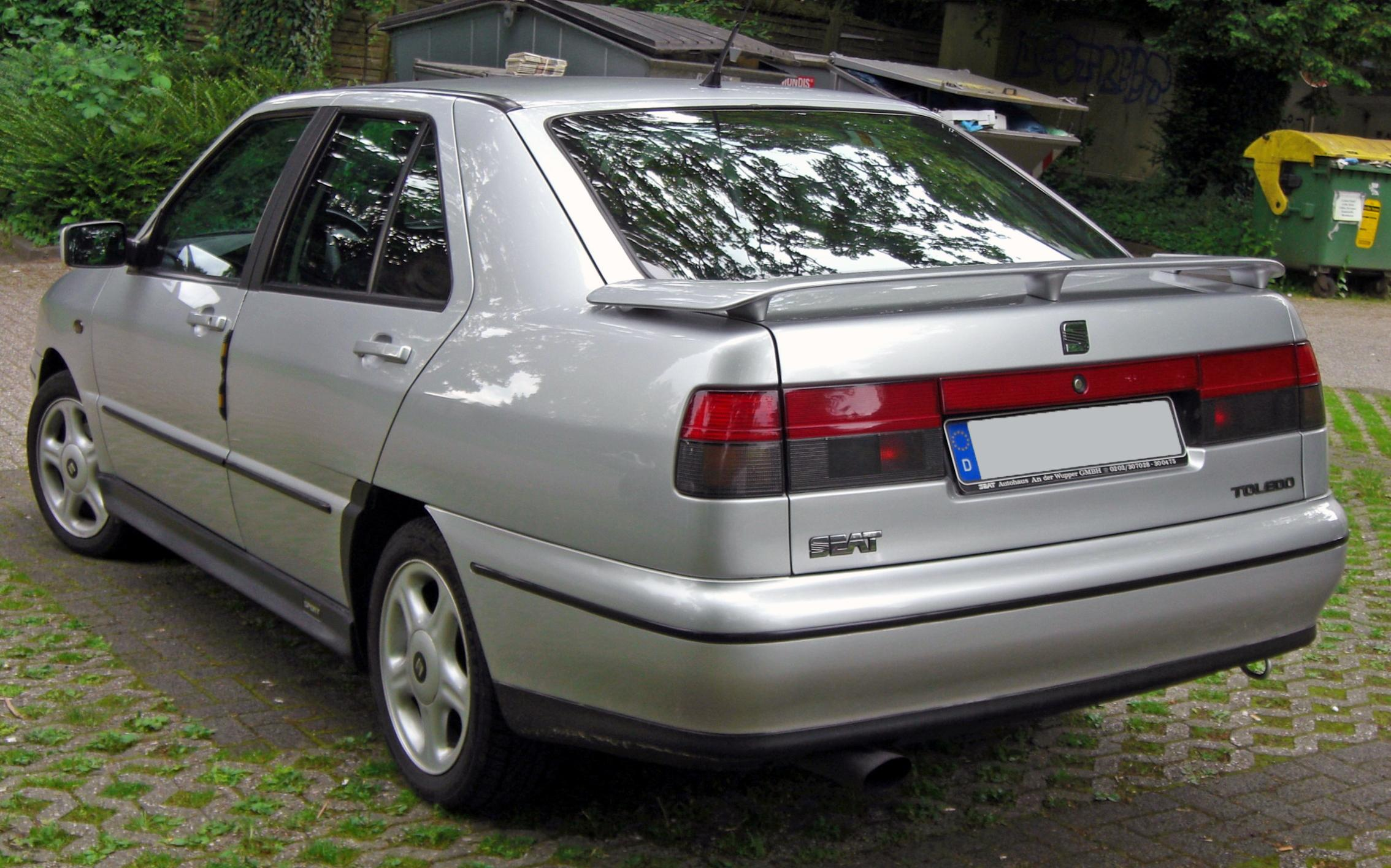
سيات توليدو Mk1 معَ شد مقدمة السيارة
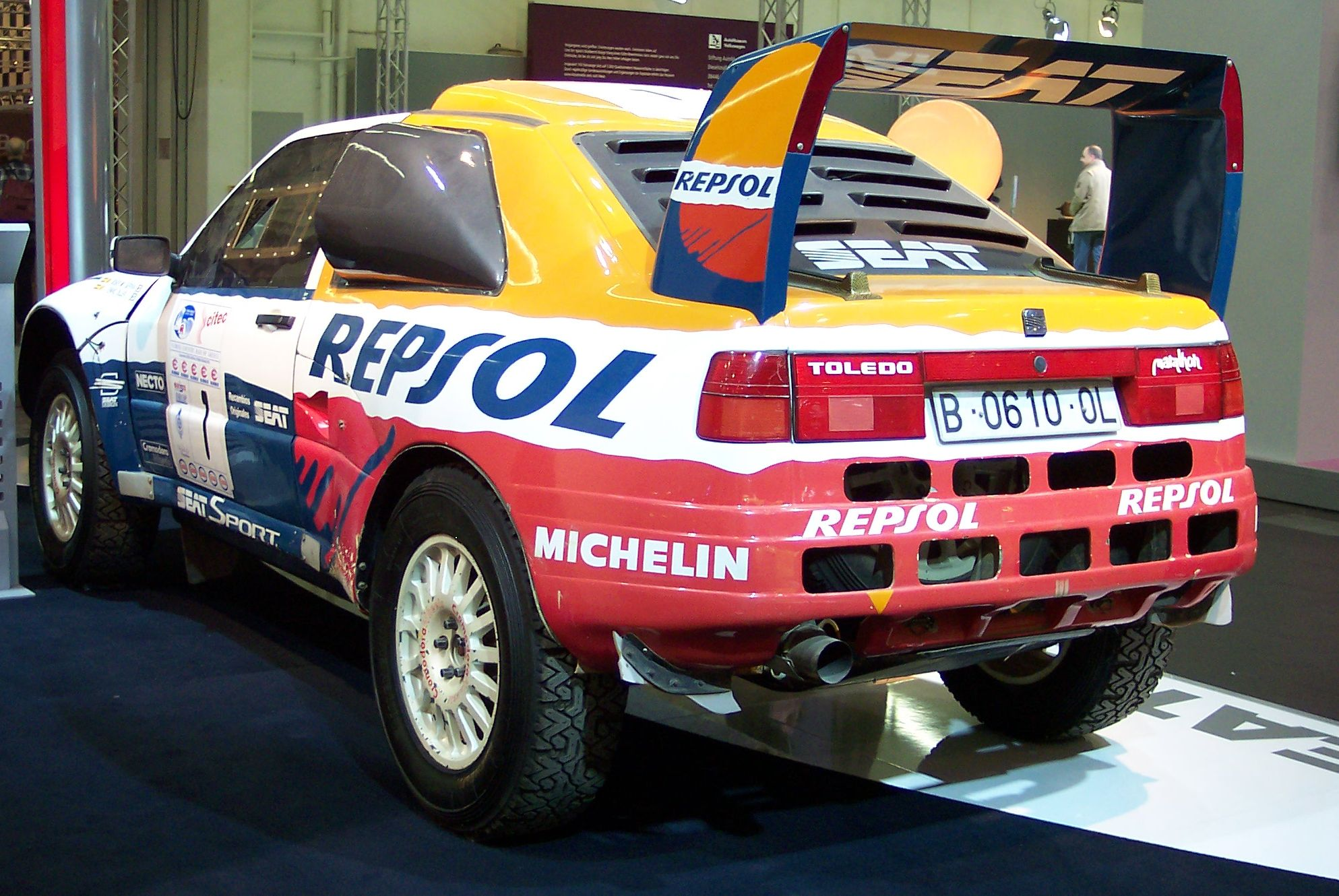
سيات توليدو Mk1 "ماراثون"
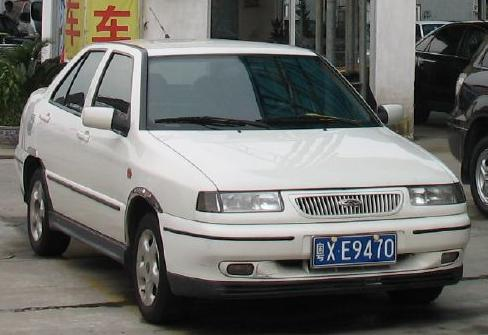
Chery Windcloud، سيات توليدو Mk1

## الجيل الثاني 1998
تمَّ تقديم الجيل الثاني من توليدو (1M) في عام 1998 وعُرض في معرض باريس للسيارات 1998 كسيارة صالون بأربعة أبواب، وبدأت مبيعاته في أكتوبر 1998، وفي بريطانيًا لا تُعتبر توليدو (1M) صالون نوتشباك، وطرحت للبيع في بريطانيًا في مارس 1999.
كانَ تصميمها أكثر مرونة من الجيل الأول، وهي من تصميم «أستوديو إيتالديزاين» الخاص بجورجيتو جيوجيارو بمشاركة برئيس قسم التصميم الخارجي في سيات ستيف لويس.
تشارك السيارة في مكوّناتها مع فولكس فاجن وسكودا «بي كيو 34»، وفولكس فاجن بورا وسكودا اوكتافيا، وتُعتبر أكثر رياضية منها، وفي المقصورة الداخليَّة كانت لوحة العدادات مشتقة من الجيل الأول من أودي أيه 3. ولها صندوق أمتعة كبير بسعة 500 لتر إلى 830 لترًا عند طي المقاعد الخلفية.
كانَ النموذج الأساسي بمحرك بنزين سعة 1.6 لتر وقوة 100 حصان متري (74 كيلوواط؛ 99 كبح حصاني)، يليه محرك بسعة 1.8 لتر وقوة 125 حصان متري (92 كيلوواط؛ 123 كبح حصاني)، أمَّا طرازات الديزل فقد استخدمت محرك 1.9 ذو حقن مباشر بشاحن توربيني بقوة 90 حصان متري (66 كيلوواط؛ 89 كبح حصاني) أو 110 حصان متري (81 كيلوواط؛ 108 كبح حصاني)، وفي عام 2001 تمت ترقية محرك خماسي الأسطوانات بأربعة صمامات، ممَّا زاد الطاقة إلى 170 حصان متري (125 كيلوواط؛ 168 كبح حصاني).

### رياضة السيَّارات

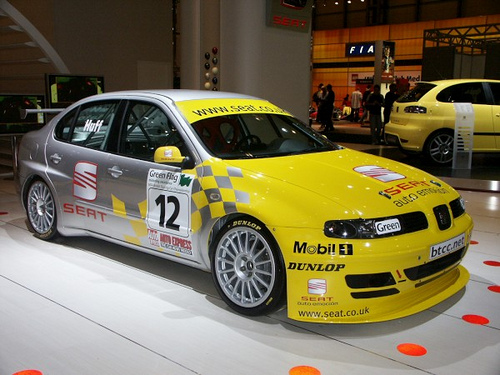
سيارة سباق سيات توليدو كوبرا "إم كي 2"

في 2003 قدمت «سيات سبورت» سيارة «سيات توليدو كوبرا إم كيه 2» في بطولةٍ السيَّارات الأوروبيَّة (ETCC) يقودها السائقين جوردي جين وفرانك ديفينباتشر والفائز السابق ببطولة السيَّارات البريطانيَّة ريكارد ريديل، في حين أنَ سيات سبورت إيطاليا توليدو كوبرا «إم كي 2» معَ جياني موربيديلي شاركت كفريق إضافي.
في عاميّ 2004 و2005 شاركت سيات سبورت في بطولةٍ السيَّارات السياحيّة البريطانيَّة بسيارة «سيات توليدو كوبرا إم كيه 2» تحت شعار «سيات سبورت يو كيه». وفي البداية نظِّمَت مجموعة «آر إم إل» حملة سيات سبورت يو كيه، وكانَ على عجلة القيادة جيسون أفلاطون وروب هوف وجيمس بيكفورد ولوك هاينز. وكانت هُناك فرق مستقلة مشاركة بسيارة «سيات توليدو كوبراس «إم كي 2»» حتَّى موسم بطولةٍ السيَّارات البريطانيَّة لعام 2009، مثل موتور بيس بيرفورمانس [الإنجليزية] و«تيم أير كول» و«بي تي سي ريسينغ» وماكستريم.

### في الثقافة الشعبية
ظهرت سيات توليدو في الفيلم السنغافوري "Just Follow Law" الذي صدر في 2007 من إخراج جاك نيو، وفي هذا الفيلم تمَّ استخدام السيارة من قبل شخصية تانيا تشيو (فان وونغ) وشاركت في اصطدام التمرير خِلال مطاردة يواجهها فيها ليم تنغ زوي (جورميت سينغ) بشأن قطع مكافأته بسببِ عدم كفاءته وأخلاقيات العمل السيئة. وكان لديها لوحة تسجيل السيارة «SGC 1659U ومطلية» باللون الأحمر القرمزي.

### الجوائز
- جائزةً «أفضل سيارة» لعام 1999 من المجلّة الألمانيَّة «السيَّارات والرياضة» [13]
- جائزةً «كارو دو انو» عام 2000 في البُرتغال [7]

## الجيل الثالث 2004
تمَّ تقديم الجيل الثالث من توليدو (5P) في 2004، وظهرت لأول مرَّة في معرض باريس للسيّارات 2004،  واستمر إنتاجها من فبراير 2004 إلى مايو 2009، وكانَ هيكلها مختلفِ تماماً عن الجيلين السابقين، حيثُ تخلت عن الشكل التقليدي، وكان لها خمسة أبواب هاتشباك، وهي من تصميم «والتر دي سيلفا» وبها سقف مرتفع ونهاية خلفية مستوحاة من «رينو فيل ساتيس» تكريماً لسيارة توليدو هاتشباك الأصلية.
تمَّ التخلص من كلّ المظاهر المُرتبطة بالهوية الرياضيةِ لصالح صورة أكثر رقيًا وبديلة، وتُعتبر ميزة المعهد الألماني للتوحيد القياسي الكبيرة ذات الخمسمائة لتر ميزة مثيرة للاهتمام، في حين يُمكن زيادتها إلى 1440 لترًا بعدَ طي المقاعد الخلفية،  وتحت هيكل السيارة تستخدم سيات توليدو نفس الأسس مثل فولكس فاجن جولف «إم كي 5».
جميع المحرّكات مماثلة لطرازات مجموعة فولكس فاجن الأخرى، حيثُ تتراوح محركات البنزين من 102 حصان متري (75 كيلوواط؛ 101 كبح حصاني) حتَّى 150 حصان متري (110 كيلوواط؛ 148 كبح حصاني) ومحركات الديزل من 105 حصان متري (77 كيلوواط؛ 104 كبح حصاني) حتَّى 140 حصان متري (103 كيلوواط؛ 138 كبح حصاني) .
تتضمن التحديثات محرك تي دي آي بقوة 170 حصان متري (125 كيلوواط؛ 168 كبح حصاني) في 2006، بِالإضافة إلى علبة تروس تيبترونيك في طراز 2.0 إف إس آي وقد أصبح الإصدار A 1.8 L المزود بشاحن توربيني من هذا المحرك متاحًا في منتصف عام 2007.

### الموثوقية
إلى جانب سيارات سيات الأُخرى كانت توليدو سيارة موثوقة بشكلٍ ملحوظ أكثر من أودي أيه 3 وفولكس فاجن جولف، وفي مايو 2006 قامت شركة «وارانتي ديركت» وهي شركة تُقدِّم الضمانات الميكانيكيَّة للسيّارات المُستعملة في المملكة المتحدة، بتصنيف توليدو بمؤشر موثوقية أعلى مقارنةً بسيارة الجولف المنتجة خِلال نفس الفترة.
في عام 2010 على الرغم من نفاد الإنتاج يُشير مؤشر الموثوقية المباشر للضمان إلى أنَ سيات توليدو لا تزال تحتل مرتبة ضمنَ قائمة أكثر مائة سيارة موثوقية في المملكة المتَّحدة في العقد الماضي.

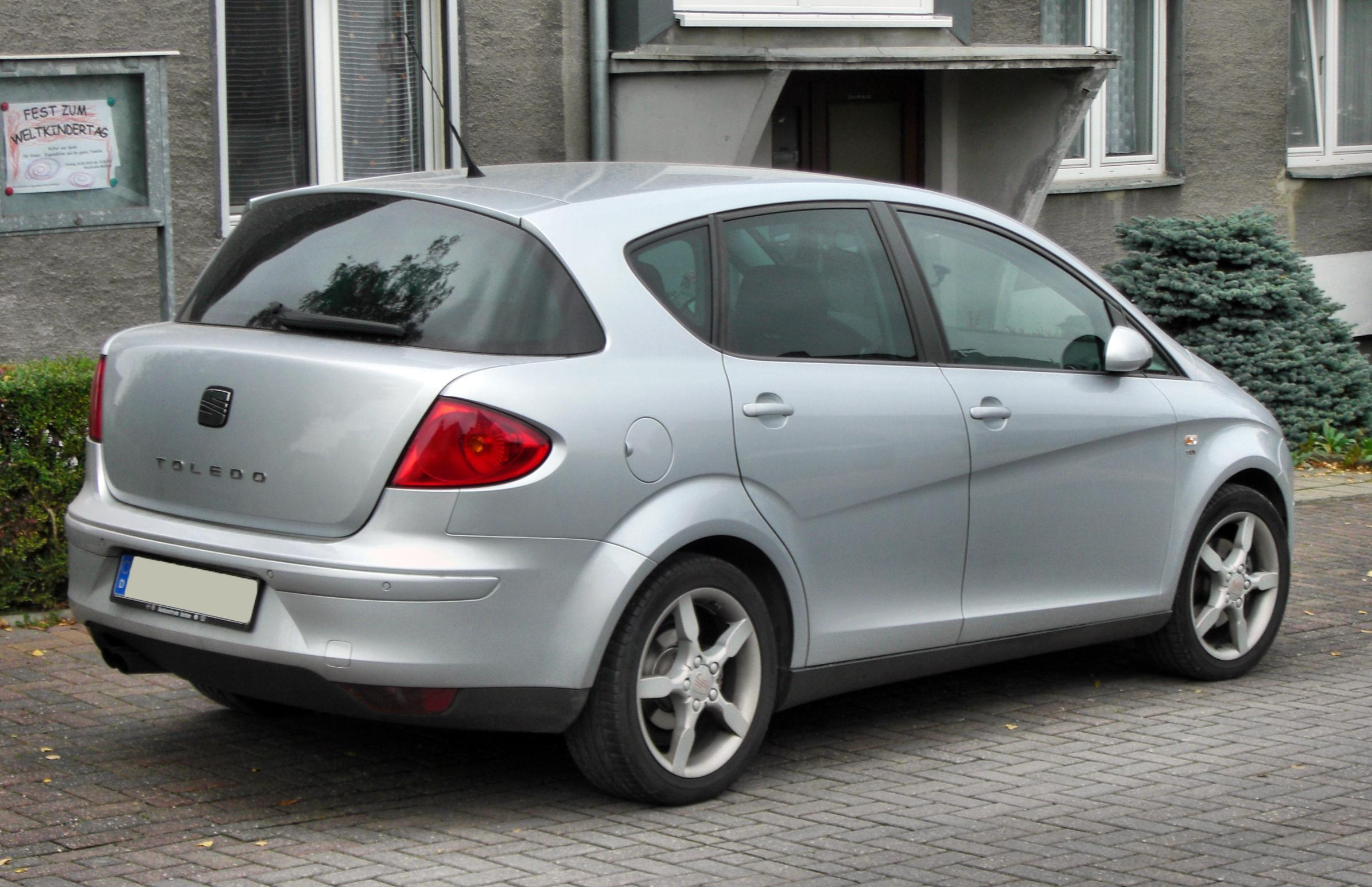
رؤية خلفية
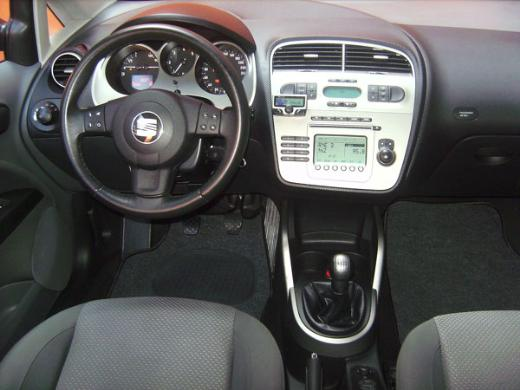
المقصورة الداخلية

## الجيل الرابع 2012
أصدرت الشركة سيات سيارة عائلية كبيرة تعتمد على أودي إيه4 تُسمى سيات إكسيو في أكتوبر 2008، مع الصالون المكون من أربعة أبواب أو خمسة أبواب بنمط ستيشن واغن، ولم يكن المقصود من إكسيو أنَ تكون بديلاً مباشرًا لتوليدو وفقًا للشركة على الرغم من وقف إنتاج توليدو في مايو 2009، بسببِ انخفاض المبيعات.
تمَّ تقديم سيارة مبتكرة تعتمد على طراز إنتاج توليدو «إم كي 4» في معرض جنيف للسيّارات 2012، وترتبط هذه السيارة ارتباطًا وثيقًا بشاحنة شكودا رابيد باعْتِبارها عربة رفع بخمسة أبواب، وكلاهما يعتمد على تكييف منصة أيه 05 و«بي كيو 25» ويتمّ تجميعهما في نفس مصنع شكودا في ملادا بوليسلاف.
بدأت توليدو مبيعاتها في إسبانيا والبرتغال في نهاية عام 2012، وفي بقية أوروبا والمكسيك في بداية عام 2013، 
حصلت توليدو على تصنيف خمس نجومٍ في البَرنامج الأوروبيّ لتقييم السيَّارات الجديدة، وقد سُحبت توليدو من قائمة المبيعات في المملكة المتَّحدة بسببِ ضعف المبيعات في نوفمبر 2018. وفي فبراير 2019 أوقف إنتاج توليدو وأستمرت مبيعاتها في أسواق مُحدَّدة حتَّى عام 2020.

### طبعات خاصَّة

#### توليدو كونيكت
تم تفديم سيات توليدو كونيكت كجزء من خط إصدار خاص في معرض فرانكفورت للسيارات 2015،  وزود هذا الطراز بتقنية الربط الكامل وهاتف ذكي سامسونج غالاكسي أيه 3، ويتيح ذلك للمستخدم الاتصال بالسيارة والوصول إلى ميزات الاتصال الخاصّة بتطبيق سيات كنكت مباشرةً على لوحة القيادة.
تتوفر سيات توليدو كنكت بمجموعة من ألوان الهيكل الخارجي التي تسمح أيضًا بتخصيص المرايا والعجلات.

### الاستقبال
في أكتوبر 2014 وضعت «مجلّة توب جير» توليدو على قائمتها «لأسوأ السيَّارات التي يمكنك شراؤها الآن».

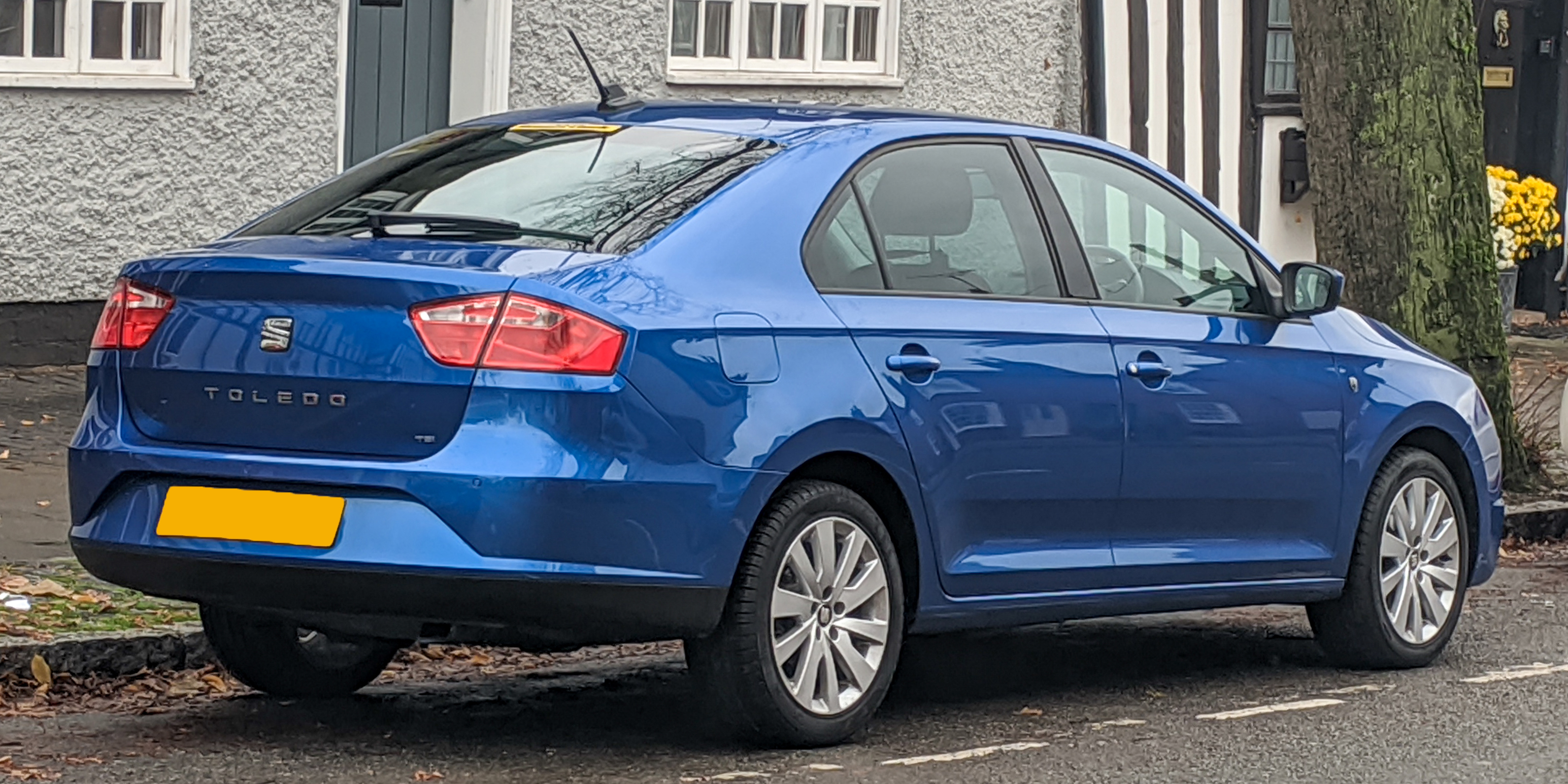
رؤية خلفية
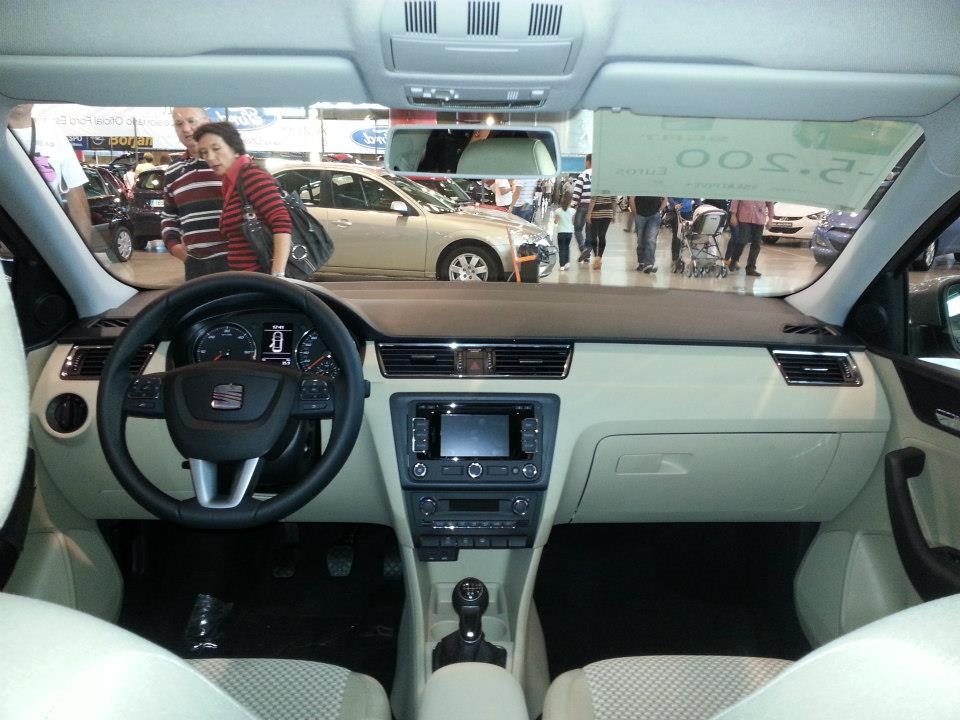
المقصورة الداخلية
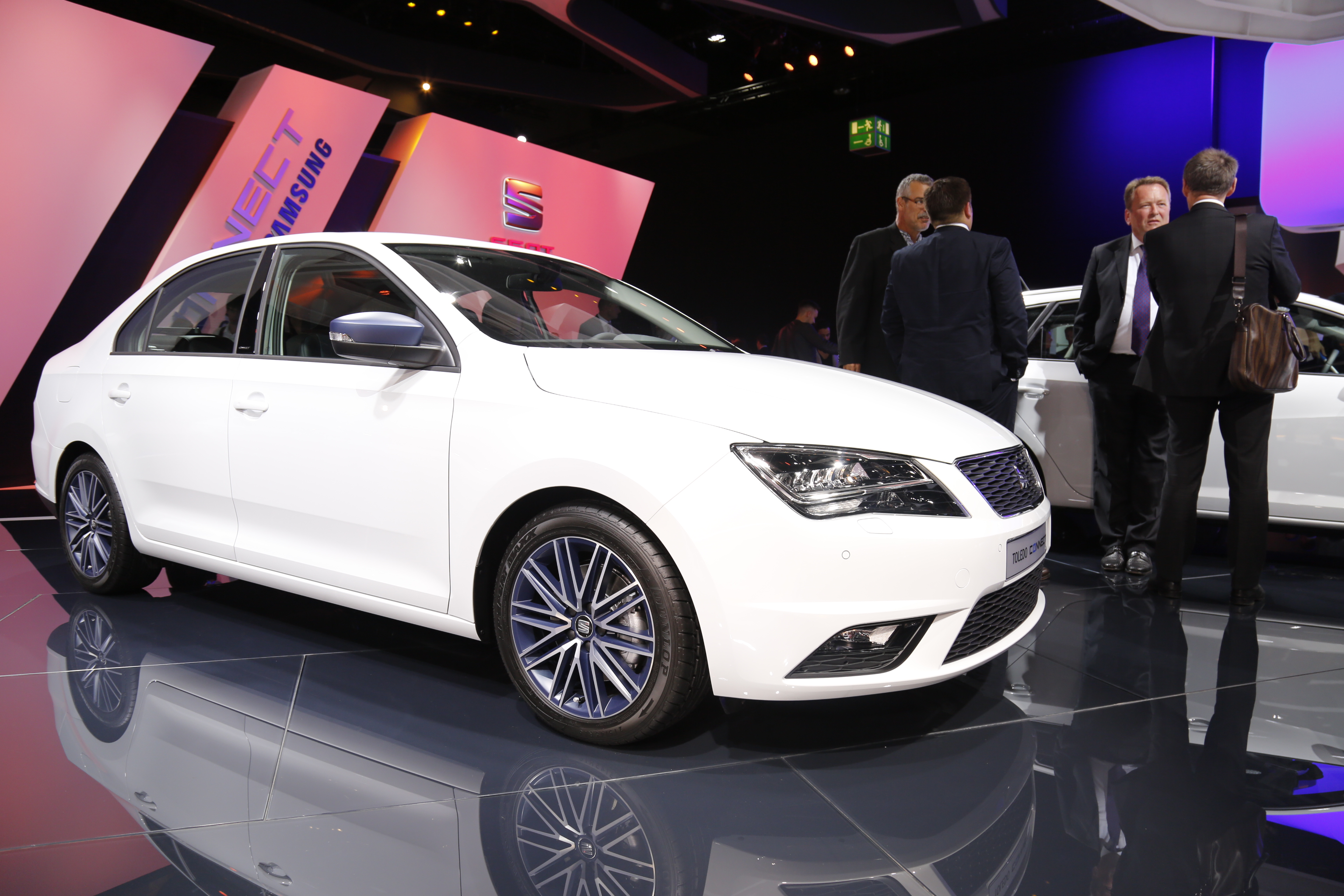
نسخة بيضاء من سيات توليدو كونيكت في معرض فرانكفورت للسيارات

## أرقام المبيعات والإنتاج
إجمالي الإنتاج السنوي لسيارات «سيات توليدو» المصنعة في سيات وغيرها من مصانع مجموعة فولكس فاجن مبين في الجدول التالي:
| نموذج       | 1990 | 1991  | 1992   | 1993  | 1994  | 1995  | 1996  | 1997  | 1998  | 1999   |
| ----------- | ---- | ----- | ------ | ----- | ----- | ----- | ----- | ----- | ----- | ------ |
| سيات توليدو | 41   | 76336 | 144205 | 90533 | 47965 | 55493 | 53404 | 42596 | 42325 | 105818 |

| الطراز      | 2000  | 2001  | 2002  | 2003   | 2004  | 2005  | 2006 | 2007  | 2008  | 2009 |
| ----------- | ----- | ----- | ----- | ------ | ----- | ----- | ---- | ----- | ----- | ---- |
| سيات توليدو | 59480 | 47645 | 39503 | 36,026 | 38962 | 20600 | 8613 | 4,744 | 5,484 | 571  |

| الطراز      | 2010 | 2011 | 2012  | 2013   | 2014   | 2015   | 2016   | 2017   | 2018   | 2019  |
| ----------- | ---- | ---- | ----- | ------ | ------ | ------ | ------ | ------ | ------ | ----- |
| سيات توليدو | —    | —    | 5,000 | 21,771 | 16,541 | 19,728 | 18,029 | 13,146 | 10,151 | 1,506 |